# Čurilovec
Čurilovec falu Horvátországban, Varasd megyében. Közigazgatásilag Varasdfürdőhöz tartozik.

## Fekvése
Varasdtól 14 km-re délkeletre, községközpontjától 2 km-re délre, a Bednja jobb partján, az A4-es autópálya közelében fekszik.

## Története
1857-ben 152, 1910-ben 216 lakosa volt. 
1920-ig  Varasd vármegye Novi Marofi járásához tartozott, majd a Szerb-Horvát Királyság része lett. 2001-ben a falunak 49 háza és 157 lakosa volt.

## Külső hivatkozások
- Varasdfürdő hivatalos oldala
- A varasdfürdői Szent Márton plébánia blogja Archiválva 2011. augusztus 31-i dátummal a Wayback Machine-ben